# Campeonato Sul-Americano de Rugby de 1958

O Campeonato Sul-Americano de Rugby de 1958 foi realiazado  de 11 a 18 de setembro no Chile e foi realizado em três etapas: dois em  Santiago e uma em Viña del Mar.
O torneio participaram quatro seleções, o Chile o país anfitrião, o atual campeão a Argentina, o Peru e o Uruguai.
O sucesso foi da Seleção Argentina.

## Jogos
| 11 de Setembro de 1958 |        |         |          |
| Chile                  | 34 – 9 | Uruguai | Santiago |
|                        |        |         | Santiago |

| 11 de Setembro de 1958 |        |      |          |
| Argentina              | 44 – 0 | Peru | Santiago |
|                        |        |      | Santiago |

| 15 de Setembro de 1958 |        |      |              |
| Chile                  | 31 – 3 | Peru | Viña del Mar |
|                        |        |      | Viña del Mar |

| 15 de Setembro de 1958 |        |         |              |
| Argentina              | 50 – 3 | Uruguai | Viña del Mar |
|                        |        |         | Viña del Mar |

| 18 de Setembro de 1958 |        |      |          |
| Uruguai                | 10 – 6 | Peru | Santiago |
|                        |        |      | Santiago |

| 18 de Setembro de 1958 |        |           |          |
| Chile                  | 0 – 14 | Argentina | Santiago |
|                        |        |           | Santiago |

### Classificação
| Seleção   | Vitórias | Empates | Derrotas | Pontos a favor | Pontos contra | Pontos +/- | Pontos |
| --------- | -------- | ------- | -------- | -------------- | ------------- | ---------- | ------ |
| Argentina | 3        | 0       | 0        | 108            | 3             | +105       | 6      |
| Chile     | 2        | 0       | 1        | 65             | 26            | +39        | 4      |
| Uruguai   | 1        | 0       | 2        | 22             | 90            | -68        | 2      |
| Peru      | 0        | 0       | 3        | 9              | 85            | -76        | 0      |

Pontuação: Vitória = 2, Empate = 1, Derrota = 0 

## Campeão
| Campeonato Sul-Americano de Rugby 1958 |
| -------------------------------------- |
| ARGENTINA Campeã (2º título)           |